# Jarretière (électronique)
Pour les articles homonymes, voir Jarretière.

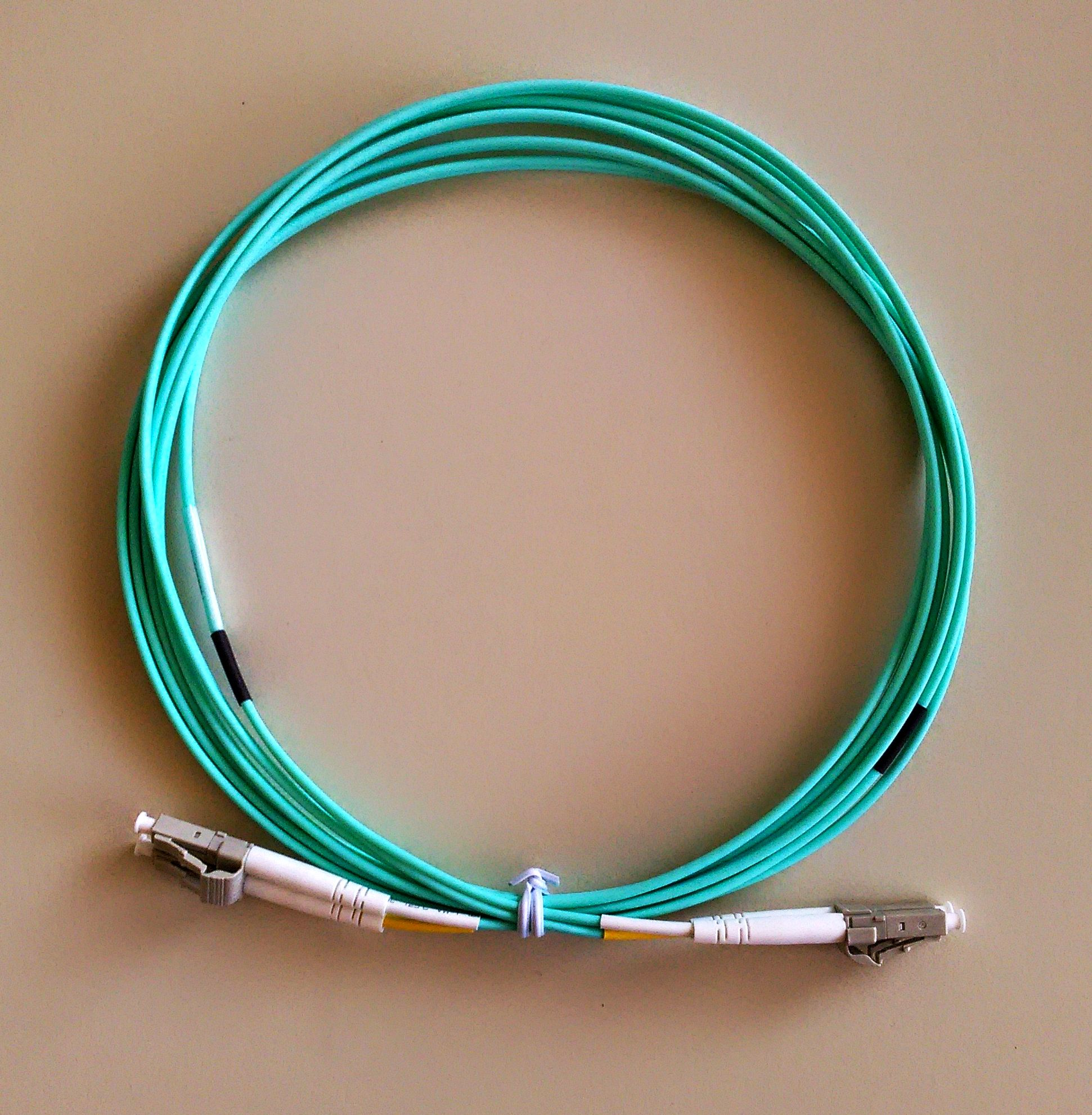
Jarretière fibre optique

Une jarretière est un câble de longueur courte (de quelques centimètres à quelques mètres), muni à chaque extrémité des connecteurs appropriés, utilisé pour établir une interconnexion sur un panneau de brassage.
Lorsqu'il s'agit d'interconnexions de fibre optique, on parle de « jarretière optique ».